# بخش د ساکویز
بخش د ساکویز (به اسپانیایی: Departamento de Susques) یک منطقهٔ مسکونی در آرژانتین است که در استان خوخوی واقع شده‌است.